# 't Slot (plaats)
 't Slot is een buurtschap in de gemeente Medemblik, in de provincie Noord-Holland.
't Slot is gelegen aan de Nieuweweg precies tussen Opperdoes en 't Westeinde. 't Slot kent zijn oorsprong in het feit dat het eeuwenlang een boerenplaats was. Deze woon- en- werkplek met een aardig wat omliggende landerijen was vrij afgelegen in het Soppediep. Uiteindelijk werd het gebied aan het einde van de 19e eeuw en begin 20e eeuw heringericht, er werden diverse wegen aangelegd. De Nieuweweg tussen Opperdoes en 't Westeinde was daar een van.
Het zuidelijke deel groeide al snel uit tot een eigen buurtje die al snel 't Slot of 't Slotje werd genoemd naar de oorspronkelijke boerenplaats. 't Slot bestaat vooral uit vrijstaande huizen met (bedrijfs)schuren. Aan één kant zijn de huizen en bedrijven alleen via de bruggen over de sloot heen te bereiken. 't Slot valt formeel onder het dorp Opperdoes. 't Slot verbindt samen 't Westeinde de dorpen Opperdoes en Twisk met elkaar.
Stad: Medemblik

Dorpen: Abbekerk · Andijk · Benningbroek · Hauwert · Lambertschaag · Midwoud · Nibbixwoud · Onderdijk · Oostwoud · Opperdoes · Sijbekarspel · Twisk · Wadway (deels) · Wervershoof · Wognum · Zwaagdijk (Zwaagdijk-Oost en Zwaagdijk-West)

Buurtschappen: Bangert · Bennemeer · Broerdijk · De Buurt · Het Hoogeland · Kerkbuurt · Koppershorn · Lekermeer · Munnikij · 't Slot · Veldhuis · Het Westeinde · Wijzend · Zomerdijk

Noord-Holland: Steden en dorpen in Noord-Holland      Nederland: Provincies · Gemeenten